# 1070 Tunica
1070 Tunica è un asteroide della fascia principale del diametro medio di circa 36,39 km. Scoperto nel 1926, presenta un'orbita caratterizzata da un semiasse maggiore pari a 3,2303271 UA e da un'eccentricità di 0,0795738, inclinata di 16,96602° rispetto all'eclittica.
Il suo nome fa riferimento alle piante del genere Petrorhagia, di cui Tunica è un sinonimo.